# Monoculodes latimanus
Monoculodes latimanus är en kräftdjursart som först beskrevs av Goës 1866.  Monoculodes latimanus ingår i släktet Monoculodes och familjen Oedicerotidae. Inga underarter finns listade i Catalogue of Life.